# Sprinzenstein (Adelsgeschlecht)

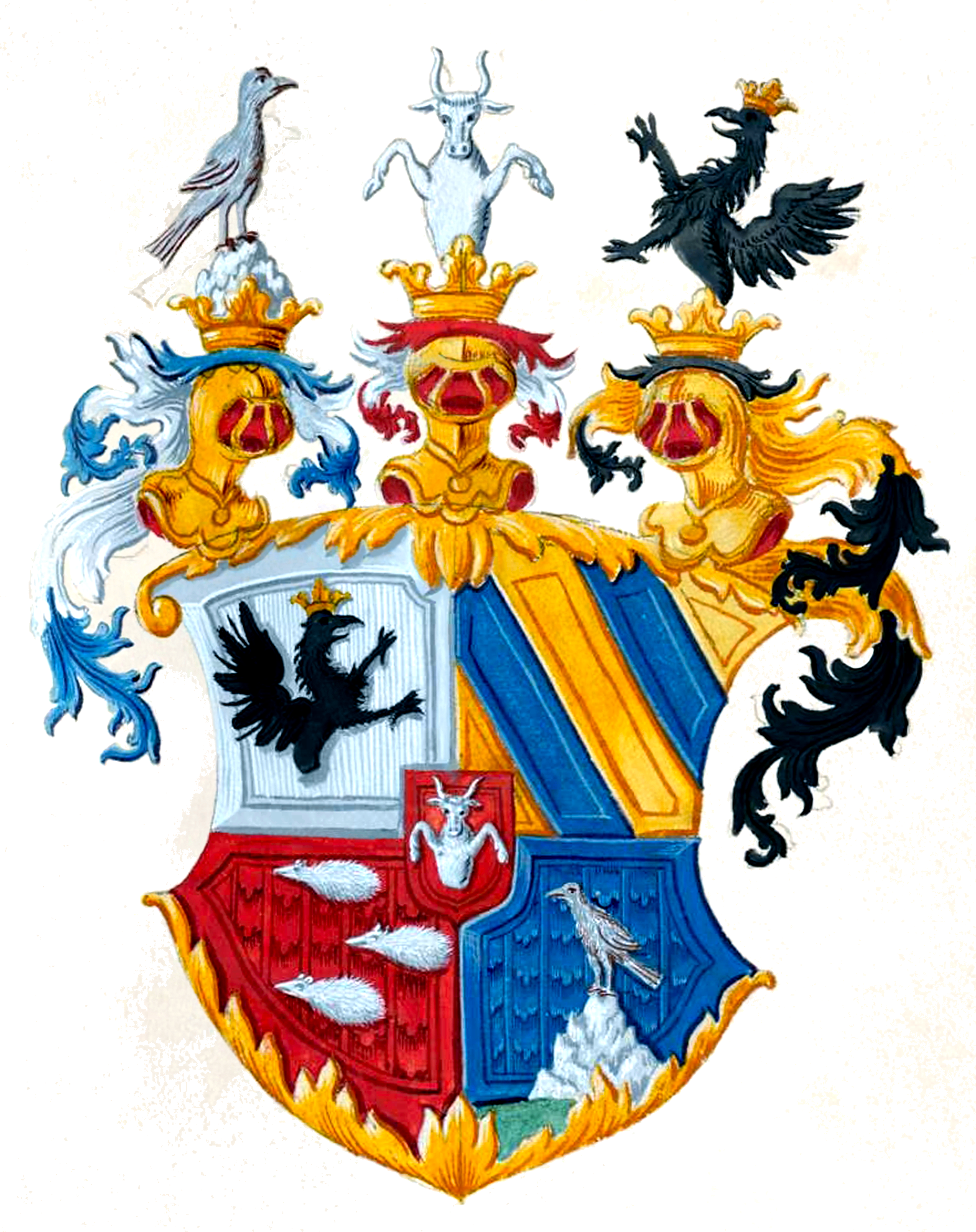
Wappen der Freiherren von Sprinzenstein um 1580

Die Sprinzenstein, ursprünglich Ritz von Sprintzenstein (auch Sprinzenstain; Rici, Ricci, Ricius, Ricz zum Spriczenstain) sind ein österreichisches Adelsgeschlecht, das 1970 im Mannesstamm erloschen ist. Die Töchterlinie der Lamberg-Sprinzenstein erlosch 1823, die der Hoyos-Sprinzenstein besteht noch.

## Ursprünge

### Ritz
Die Vorfahren der Ritz (Ricius, auch: Rici, Ricci, Riccius) waren eine jüdische Familie deutscher Herkunft in Südtirol.
Stammvater der Ritz von Sprinzenstein ist der jüdische Konvertit und Professor an der Universität Pavia Paul Ritz (Paulus Ricius, um 1480–1541/42) aus Südtirol. Ab 1514 war Paul Leibarzt von Kaiser Maximilian I. sowie Erzieher und Berater des Erzherzogs Ferdinand (des späteren Kaisers Ferdinand I.).
1529 erhielt Paul Ricius Gut und Schloss Sprinzenstein als Passauer Lehen. 1530 erhob Kaiser Karl V. Paul Ritz und dessen Bruder Peter Anton mit dem Prädikat von Sprinzenstein in den Freiherrenstand.
Die Salzburger Linie, die Nachkommen von Peter Anton, nennen sich nach ihren Sitzen Ritz zu Grub (Grueb), zu Bürgelstein bzw. zu Gartenau und erloschen um 1708.

### Ritz von Sprinzenstein, Sprinzenstein
Paul Ritz von Sprinzenstein ehelichte Blanca von Zimmern und hatte zwei Söhne: der ältere Sohn Franz war Geistlicher, der jüngere Sohn Hironymus (~1510–1570) setzte die Linie fort. 1555 erhielten die beiden Brüder die Erlaubnis sich unter Ablegung des Geschlechternamens nur mehr Freiherr von Sprinzenstein zu nennen.

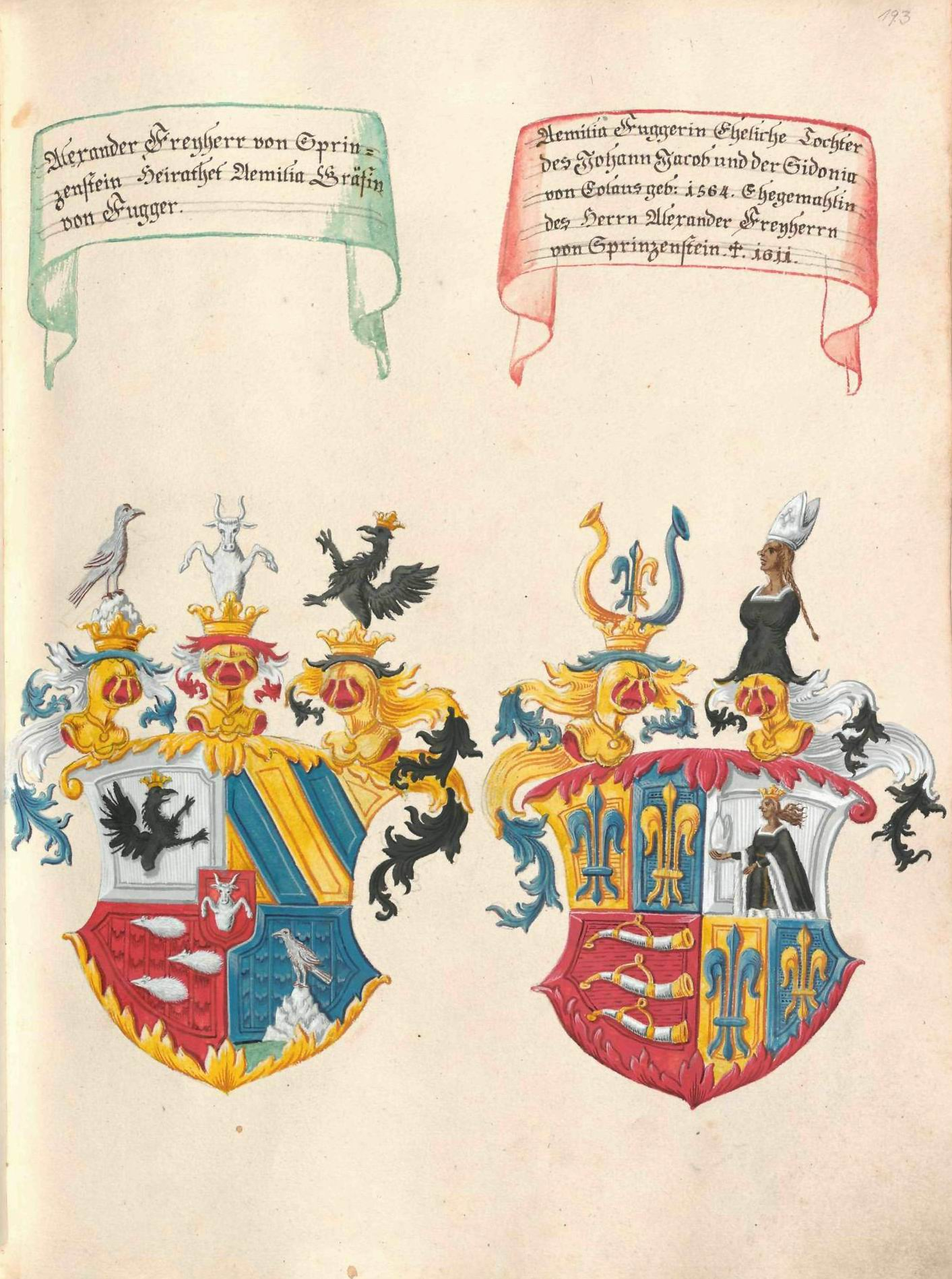
Allianzwappen Sprinzenstein-Fugger im Fugger-Ehrenbuch

Dessen Sohn Alexander heiratete 1582 Aemelia Fugger, die Tochter von Johann Jakob Fugger. Die weiteren Generationen hatten dann bedeutende Ämter im Habsburgerreich inne.
1591 erhalten die vier Söhne des Hieronymus eine Wappenbesserung durch Vereinigung des eigenen Schildes mit dem der erloschenen Jöchl.
1646 erfolgte die Erhebung in den Reichsgrafenstand als Graf von und zu Sprinzenstein und Neuhaus, 1669 erhielt diese Linie das Böhmische Inkolat.

## Standeserhöhungen
- Freiherrenstand d. dto. Augsburg, 15. November 1530, von Kaiser Karl V. für Peter Anton Ritz und seinen Bruder Paul (von dem die von Sprinzenstein), „welcher Herrenstand aber Peter Anton und seine Descendenten bis auf dato aus gewissen Ursachen nicht, sondern des Adels- und Ritterstands allein gebraucht“. (im Freiherrndiplom vom 15. November 1530 steht nur Paul allein).
- Verleihung des Prädikates auf Neuhaus. Prag 18. Dezember 1591
- Reichsgrafenstand 1646 mit von und zu Sprinzenstein und Neuhaus.[3]

## Persönlichkeiten
- Hieronymus Ritz Freiherr von Sprinzenstein (um 1510–1570), 1529/30 Freiherr, Obersthofmeister
- Hans Albrecht Graf von Sprinzenstein (1543–1498), Oberst FZM, Reichshofrat, 1575 Hofrat des Erzherzog Ferdinands von Tirol, 1591 kaiserl. Rat
- Alexander  Frhr.  von Sprinzenstein (um 1540 Neuhaus im Mühlviertel; †  7. Juni 1597 Prag) (Kaiserhof.Geschichte), Statthalter
- Hans Ernst Frhr. von Sprinzenstein (um 1570–1639), Kammerpräsident
- Rudolf (1593–1632), Reichshofrat
- Simon Hieronymus Graf von Sprinzenstein (1594–1634), Kämmerer
- Wenzel Richard (1595–1652), Diplomat
- Ferdinand Maximilian Graf von Sprinzenstein (1625–1679), niederöst. Landmarschall, Hofpfalzgraf, erbländ. Münzmeister im Erzherzogtum Österreich
- Franz Ignaz Graf von Sprinzenstein (1635–1705), erbländ. Münzmeister im Erzherzogtum Österreich

## Besitz und Lehen
- Schloss Sprinzenstein (1529–1970?)
- Schloss Neuhaus an der Donau (1537–1729)
- Schloss Drosendorf (17. Jhdt–1822?)
- Herrschaft Horn,
- Schloss Waidhofen an der Thaya (1621–1679?, danach die Grafen Lamberg-Sprinzenstein)
- Waldreichs?,
- Thaya (1634–?)
- Weikertschlag an der Thaya, Niederedlitz (Gem. Thaya), Thumbritz, & Pyhra
- Rosenburg (1678–1681, dann die Hoyos-Sprinzenstein)
- Palais Lamberg (Wien)
- Frohsdorf ?

1728 erlosch die ältere Linie.
Maximilian Guido Raimund Maria Graf von Sprinzenstein und Neuhaus (1881–1970) war der letzte seines Geschlechts.

## Wappen

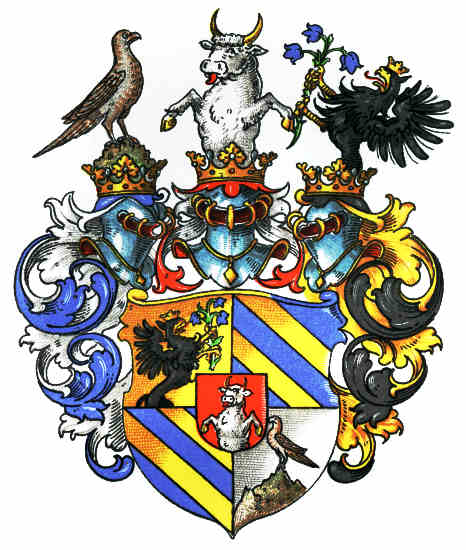
Wappen der Grafen von Sprinzenstein und Neuhaus

### 1530
Zum bisher geführten Wappen der Ritz (Greif mit Blume in Gold, drei Igel in Rot und den schrägen goldenen Balken in Blau) wurde folgendes hinzugefügt: in Blau auf grünem Boden ein natürlicher Fels auf welchem ein natürlicher Finkenhabicht (im Volksmund Sprinz) steht.

### 1596
Geviert. 1 der Sprinz auf einem Dreiberg. 2 der wachsende gekrönte Greif mit den Glockenblumen. 3 drei (2, 1) Igel. 4 fünfmal schräg geteilt. Zwei gekrönte Helme: 1. der wachsende Greif mit den Blumen. 2. der Sprinz auf dem Dreiberg.

### 1591
Geviert mit rotem Herzschild, darin ins Visier gestellt ein wachsender silberner, golden bewehrter Auer (Auerochse) (Jöchel von Jöchelsturn). 1 in Gold ein halber gekrönter schwarzer, golden bewehrter Greif. 2 und 3 in Blau zwei goldene Schrägbalken. 4 in Silber auf natürlichem schroffem Fels ein natürlicher Sprinz. Drei gekrönte Helme: 1. mit rot-silbernen Decken der Sprinz auf dem Felsen. 2. mit rot-silbernen Decken der Auer wie im Schild. 3. mit schwarz-goldenen Decken der golden bewehrte schwarze Greif wachsend. (Nach dem Originaldiplom)